# De Klosse
De Klosse is een gehucht in de gemeenten Steenwijkerland en Meppel. Het gehucht is gelegen in de Kop van Overijssel tegen de Kolderveense Bovenboer aan, precies op de grens van de Nederlandse provincies Drenthe en Overijssel. Het had in 2006 rond de 40 inwoners.
De Klosse is in het begin van de 19e eeuw ontstaan rondom een tolhuis op de Gasthuisdijk tussen Wanneperveen en Zuidveen. Meer dan waarschijnlijk ontleent de plaatsnaam ook aan de oorspronkelijke tolgaarder die in het tolhuisje woonde, Michiel Hendrik Klosse. Deze meneer Klosse was rond 1800 de bewoner van het tolhuis. Er werd tot in de jaren 30 van de 20e eeuw tol geheven. Het tolhuis heeft ook lange tijd als het café van de plaatsje gefungeerd. In de 20e eeuw is het plaatsje uitgegroeid tot een gehucht annex buurtschap. Het merendeel van De Klosse valt formeel onder het onder het dorp Wanneperveen. Het behoorde ook tot de gelijknamige gemeente voordat deze in 1973 fuseerde met diverse andere gemeenten tot de sinds de 21e eeuw voormalige gemeente Brederwiede.
Plaatsen: Kolderveen · Meppel · Nijeveen · Rogat

Buurtschappen: Broekhuizen · Havelterberg (deels) · De Klosse (deels) · Kolderveense Bovenboer · Nijentap · De Kolk (deels) · Nijeveense Bovenboer · De Schiphorst · Slingenberg (deels)

Drenthe: Steden en dorpen      Nederland: Provincies · Gemeenten